# セールスフォース・タワー
セールスフォース・タワー (Salesforce Tower) は、アメリカ合衆国・カリフォルニア州のサンフランシスコにあるオフィス超高層ビル。ビルの高さは326m、61階建てであり、サンフランシスコ・ベイエリアにおいて最も高いビルである。当初はトランスベイ・タワーと呼ばれていたが、セールスフォースが命名権を取得しセールスフォース・タワーに変更した。

## 概要
設計はシーザー・ペリ（César Pelli）。テナントにはWeWork、ベイン・アンド・カンパニーやアクセンチュア、不動産会社のCBREなどが入居している。